# 棒距舌唇兰
棒距舌唇兰（学名：Platanthera roseotincta），为兰科舌唇兰属下的一个植物种。